# Heinrich von Bandel
Heinrich von Bandel, auch: Heinrich Bandel, (* 23. Juni 1829 in München; † 10. Oktober 1864 in London) war ein deutscher Bildhauer.

## Leben
Heinrich von Bandel war eines von sieben Kindern des Bildhauers Ernst von Bandel und dessen 1828 angetrauter Ehefrau Caroline von Kohlhagen. Ähnlich wie bei seinem jüngeren Bruder Roderich von Bandel wurde Heinrichs musische Begabung, insbesondere für Porträtbüsten und Reliefs, schon in früher Kindheit sichtbar. Seine erste Ausbildung erhielt er bei seinem Vater. 1844 und 1845 arbeitete der jugendliche Bandel in den italienischen Städten Carrara und Rom.
Mit etwa 20 Jahren ging Heinrich von Bandel 1849 nach London, wo er zunächst „bei dem Bildhauer Camphel arbeitete“ und „das Modell einer Porträtstatue für einen Bildhauer“ schuf, bevor er anschließend verschiedene eigenständige Bildwerke formte, die er zumeist nach antiken Motiven gestaltete. Zu seinen Londoner Werken zählen unter anderem eine Statue des jungen Achill, eine reitende Bacchantin sowie eine sterbende Amazone.
In den Jahren 1853 bis 1861 stellte Bandel verschiedene Werke in der Royal Academy of Arts aus. In diesem Zeitraum hatte er zeitweilig seinen Wohn- und Arbeitssitz in Linden bei Hannover und nahm – ähnlich wie sein Vater – als Aussteller an der Ersten Allgemeinen Deutschen Industrieausstellung 1854 in München teil. Dort präsentierte er die von ihm gestaltete und von C. Bernstorff & Eichwede gegossene Bronzegruppe „Bac(c)hantin mit einem Satyr“. Etwa zur selben Zeit entstand ein 1845 datiertes Bildnisrelief von Fürst Leopold II. zur Lippe, das aufgrund der teilweise in Ligatur gegebenen Bezeichnung „J.E.v.B. 1845 Heinrich“ auf eine Zusammenarbeit von Heinrich mit seinem Vater Joseph Ernst von Bandel schließen lässt.
Während der Jahresausstellung des Kunstvereins für das Königreich Hannover 1850 im Künstlerhaus Hannover wählte ein Schiedsgericht aus den dort gezeigten Werken verschiedene zur Verlosung aus; bei den Skulpturen das marmorne Relief Die Tanzende von Ernst von Bandel, das Gipsrelief Amazone, ein Pferd tränkend, sowie die in Gips modellierte Statuette Eine Walküre, Meth reichend von den seinerzeit in Lüneburg wirkenden Wilhelm Engelhard.
Das letzte Werk des noch als junger Mann in London verstorbenen Bildhauers war eine in Marmor gehauene lebensgroße „Mignon“.

## Weitere Werke
- Im Londoner Bridgewater House finden sich zwölf von Bandel geschaffene Reliefs mit Allegorien.[1]